# Операция „Югоизточна Хърватия“
Втората офанзива срещу Титовите партизани е оперативно-тактическа операция на силите на Оста в хода на Втората световна война.
Целта ѝ е унищожаване на партизанските сили, изтеглили се от територията на т.нар. Ужичка република към Източна Босна.

## План
След първата офанзива партизанските сили се оттеглят в планините на Източна Босна. Офанзивата се провежда в района на главните партизански сили съсредоточени в Романия, Бирач и Гласинац. За целите на операцията е планирано италианските сили съсредоточени в Черна гора да затворят обръча от изток около партизаните по линията Калиновик - Горажде - Вишеград. Поради проблеми с охраната на собствената си окупационна територия и гарнизони, италианските сили не успяват да изпълнят предвидената за тях задача по изпълнение на операцията, следствие от което градовете и районите на Фоча (на 20 януари 1942) и Горажде (26 януари 1942) попадат под партизански контрол.

## Успехи
Въпреки провала на главния замисъл на операцията, титовите партизани търпят сериозни загуби, включително командирите на румънския съпротивителен отряд Славиша Вайнер Чича, който се е присъединил към силите на Тито, както и командващия шумадийския батальон Драган Павлович Шильо.
Главният щаб на Титовите партизани от Гласинац и Яхорина се изтегля във Фоча. Голяма част от състава на 1-ва пролетарска ударна бригада избира друг маршрут за пробив на обръча – към село Среднйе в околностите на Сараево. Пробива, известен в югославската историография като Игмански марш, се осъществява при средна температура от – 32 °C. В резултат на рисковото начинание, партизанските сили дават в жертва на студа между 172 от 600 бойци, които замръзват при планинския преход през пресечена местност. Следствие от прехода, на голяма част от състава на 1-ва пролетарска ударна бригада са ампутирани крайници.